# Fiat-Revelli Modello 1914
A Fiat-Revelli Modello 1914 egy olasz gyártmányú vízhűtéses, késleltetett tömegzáras közepes géppuska volt, melyet 1914 és 1918 között gyártottak. Az első világháborúban ez volt az olasz hadsereg fő géppuskája, de kis számban bevetették még a második világháborúban is. A fegyvert Bethel Abiel Revelli százados tervezte.

## Leírás
Megjelenésében hasonlított a Maxim géppuskához (valójában ugyanazt a csőburkolatot és háromlábú állványt használták hozzá), de a belső részei teljesen különböztek. A fegyver töltését egy 50 töltényt magába foglaló tárral oldották meg, amely tíz részegységből épült fel. A részegységek puskákhoz használt öt töltényt befogadó töltőlécek voltak, amely megoldást azért választották hogy a logisztikát könnyítsék, habár a fegyver újratöltését lassúvá tették, ezen felül hajlamos volt az elakadásra és a folyamatos tüzelés is nehézkes feladat volt. A géppuskához a 6,5×52 mm Mannlicher-Carcano lőszert használták, a fegyver súlya 17 kg (az állványé 21,5 kg) volt, tűzgyorsasága pedig 400-500 lövés/perc, amely géppuskához mérten igen lassúnak számított.
A fegyver továbbfejlesztése a Fiat-Revelli Modello 1935 lett.

## Fordítás
- Ez a szócikk részben vagy egészben  a   Fiat-Revelli Modello 1914 című angol Wikipédia-szócikk ezen változatának fordításán alapul.  Az eredeti cikk szerkesztőit annak laptörténete sorolja fel. Ez a jelzés csupán a megfogalmazás eredetét és a szerzői jogokat jelzi, nem szolgál a cikkben szereplő információk forrásmegjelöléseként.